# Isognathus
Isognathus Felder & Felder, 1862 è un genere di lepidotteri appartenente alla famiglia Sphingidae, diffuso in America Settentrionale, Centrale e Meridionale.

## Descrizione

### Adulto
La colorazione di fondo della pagina superiore delle ali anteriori è spesso grigio brunastro, con geometrie molto variabili e tonalità che arrivano fino al rossastro in alcune specie, come I. rimosa. La pagina inferiore assume di solito colorazioni intermedie tra il brunastro e il giallo scuro, a seconda dei casi.

L'ala posteriore è campita di regola di un giallo acceso che occupa i quattro quinti basali della pagina superiore, giungendo fino al termen all'altezza dell'angolo anale, mentre il resto della fascia marginale (più o meno spessa nelle diverse specie) appare alquanto scura e nettamente in contrasto rispetto al resto dell'ala; inferiormente viene ripreso lo stesso motivo, ma con colori più spenti e contrasti meno pronunciati.

Il termen è lievemente dentellato, ma solo nell'ala anteriore e soprattutto in I. leachii.

Le antenne sono sottili, non clavate e leggermente uncinate alle estremità, con una lunghezza compresa tra un terzo e metà della costa.

Il torace è grigio-brunastro, talvolta molto scuro, ma più pallido ventralmente.

L'addome è marroncino scuro, tendente al grigio pallido nella zona ventrale.

L'apertura alare varia dai 68 mm del maschio di I. allamandae ai 112 mm della femmina di I. occidentalis.

### Larva
Il bruco è di norma molto scuro, spesso con striature laterali zigzaganti e talvolta macchie di colore rosa, giallo o rosso acceso sui segmenti toracici. Il capo risulta piccolo e nerastro. Il cornetto caudale sull'ottavo urotergite è lungo, filiforme e solitamente nerastro, almeno dorsalmente.

### Pupa
Le crisalidi sono adectiche ed obtecte; appaiono nerastre, lucide e spesso striate di arancione, con un cremaster poco sviluppato; si rinvengono entro bozzoli sericei posti negli strati superficiali della lettiera del sottobosco. La fase pupale dura da 8 a 24 giorni.

## Distribuzione e habitat

L'ecozona neotropicale

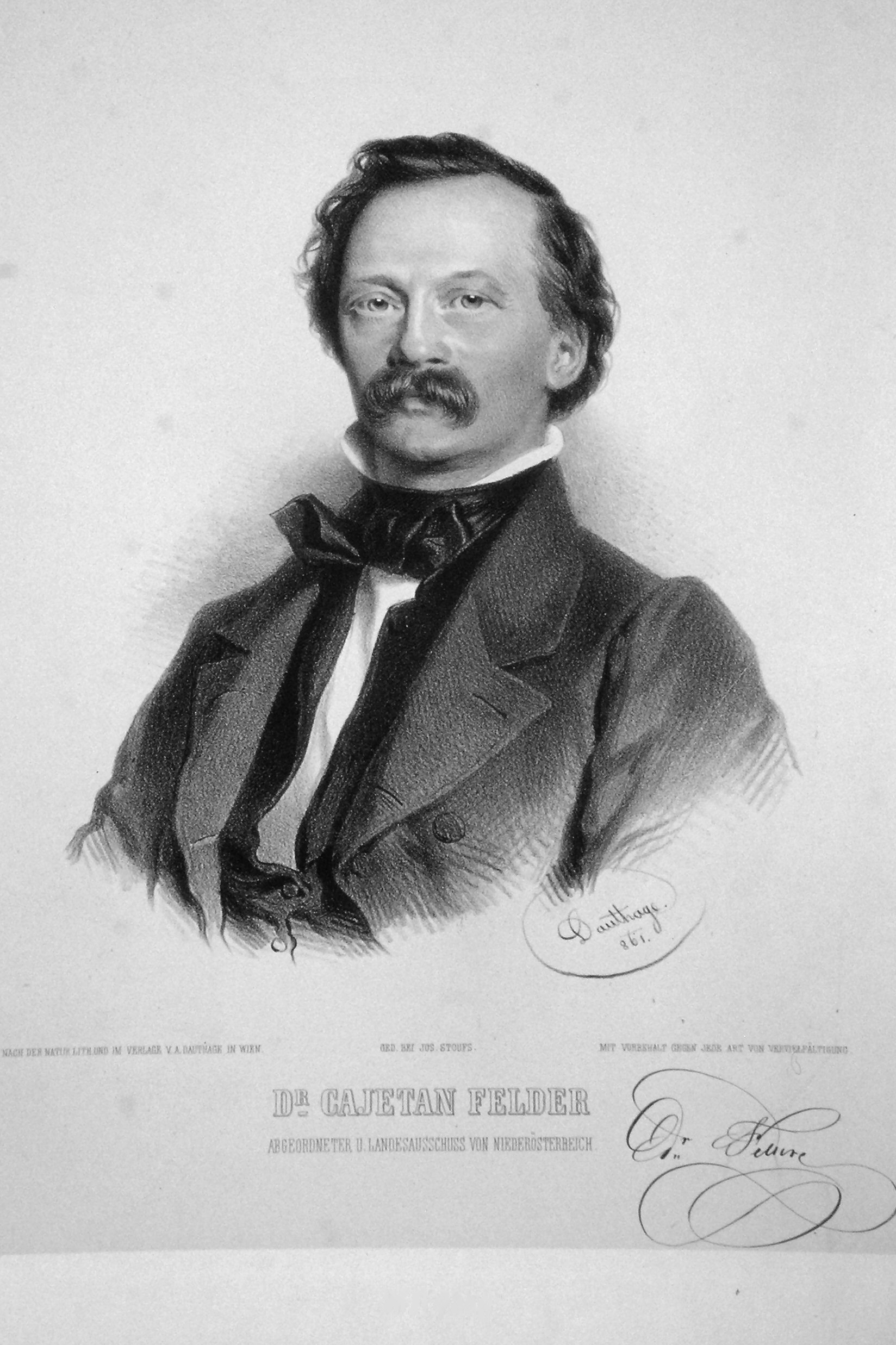
Litografia dell'entomologo austriaco Cajetan Freiherr von Felder (1814 - 1894) che, assieme al figlio Rudolf (1842 - 1871), descrisse il genere nel 1862

L'areale di questo taxon è neotropicale, comprendendo gli Stati Uniti meridionali (occasionale in California e Arizona), il Messico, il Guatemala, il Belize, il Nicaragua, la Costa Rica, Panama, Porto Rico, Cuba, la Giamaica, Haiti, la Colombia, il Venezuela, la Guyana, il Suriname, la Guyana francese, l'Ecuador, il Perù, il Brasile, la Bolivia e l'Argentina.
L'habitat è rappresentato da foreste tropicali e sub-tropicali, dal livello del mare fino a modeste altitudini.

## Biologia

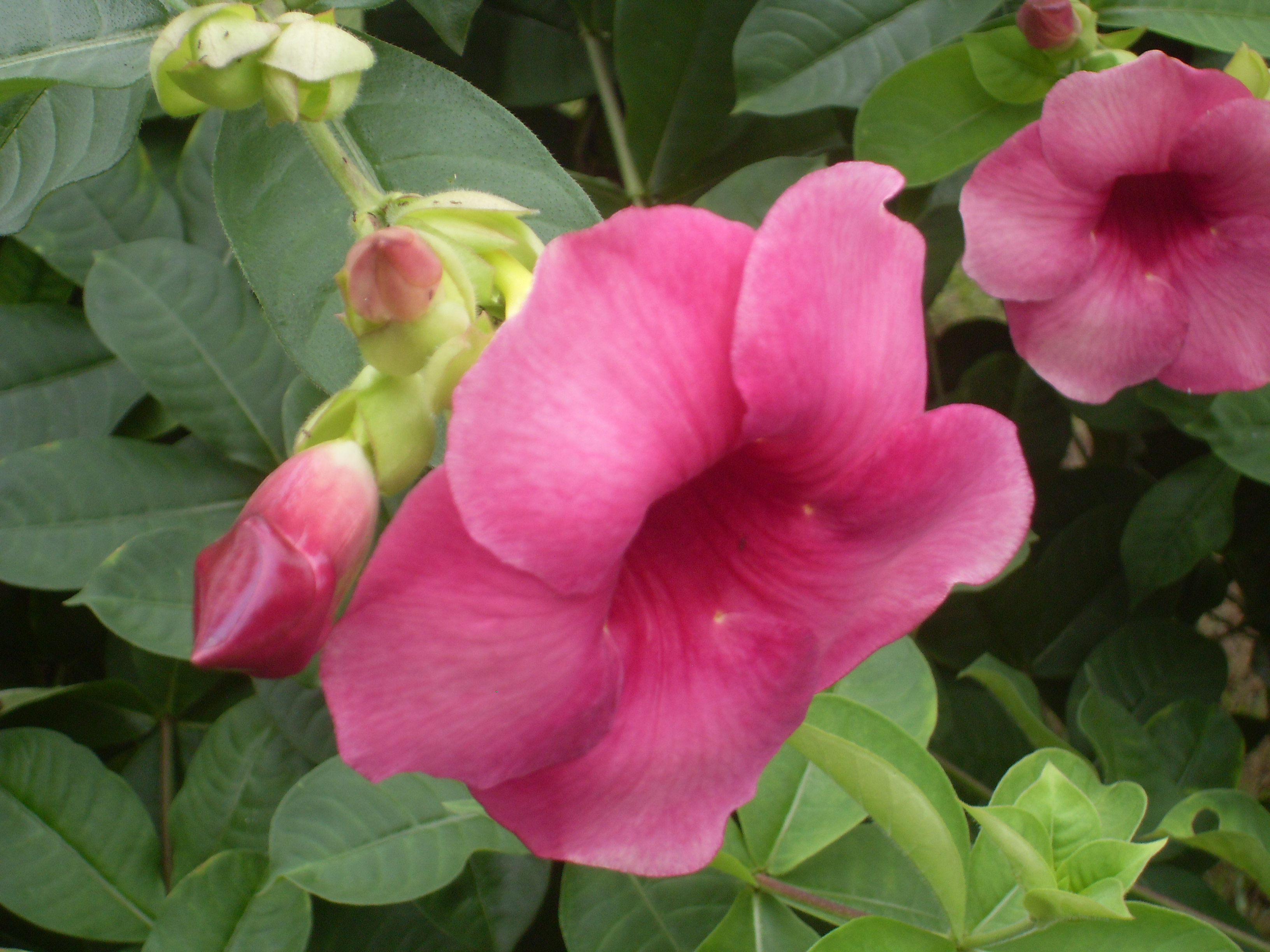
Allamanda blanchetii

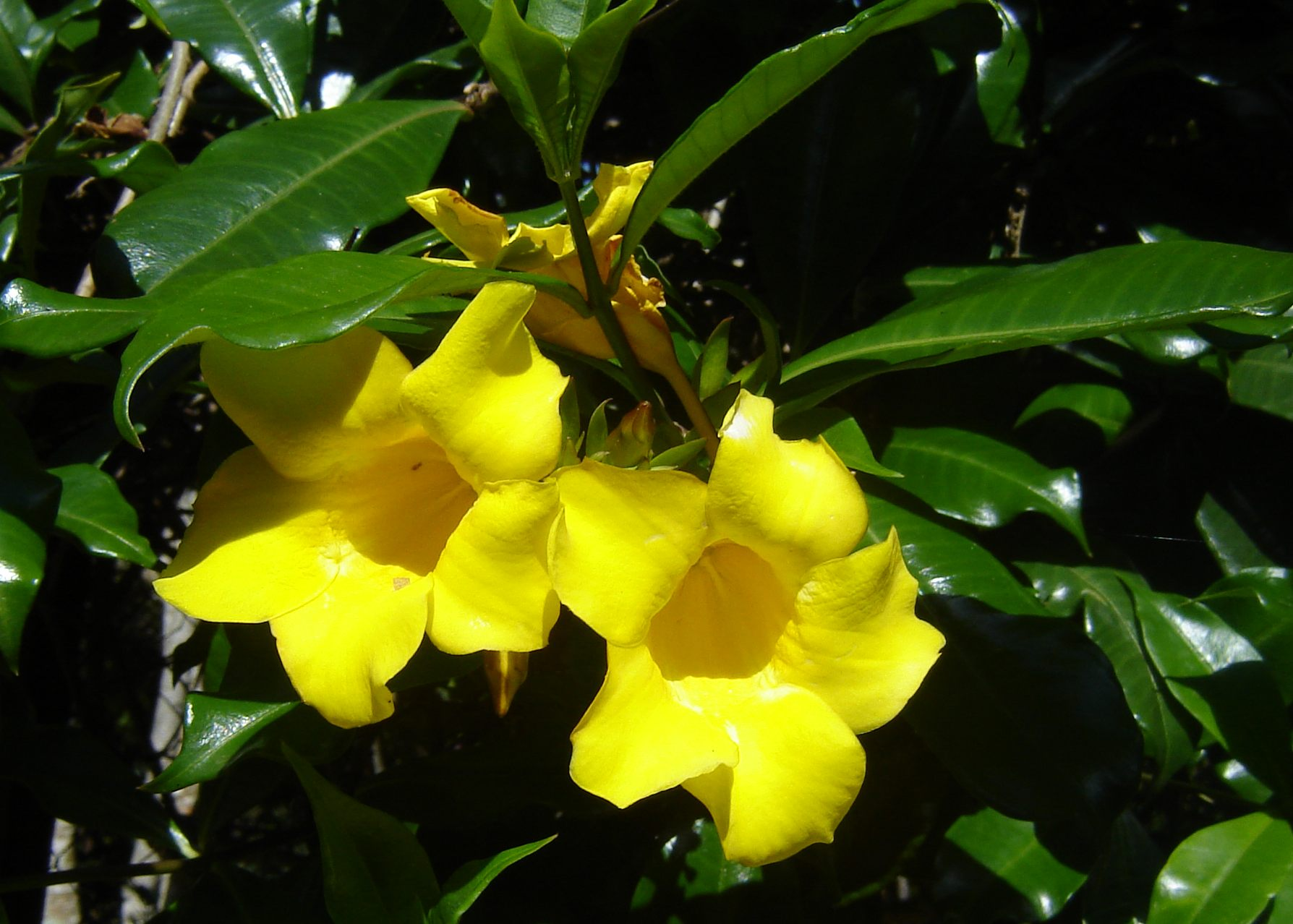
Allamanda cathartica

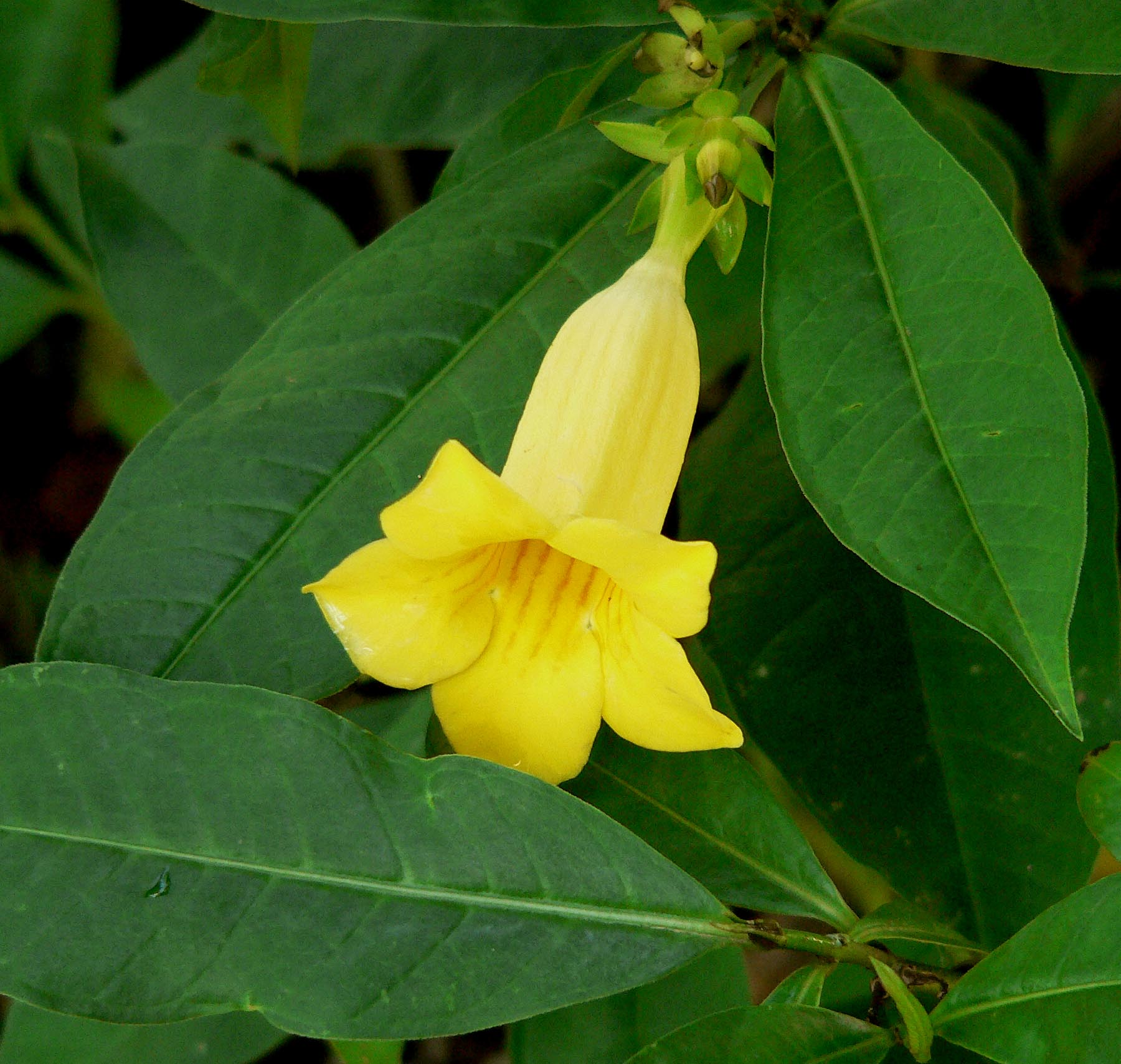
Allamanda schottii

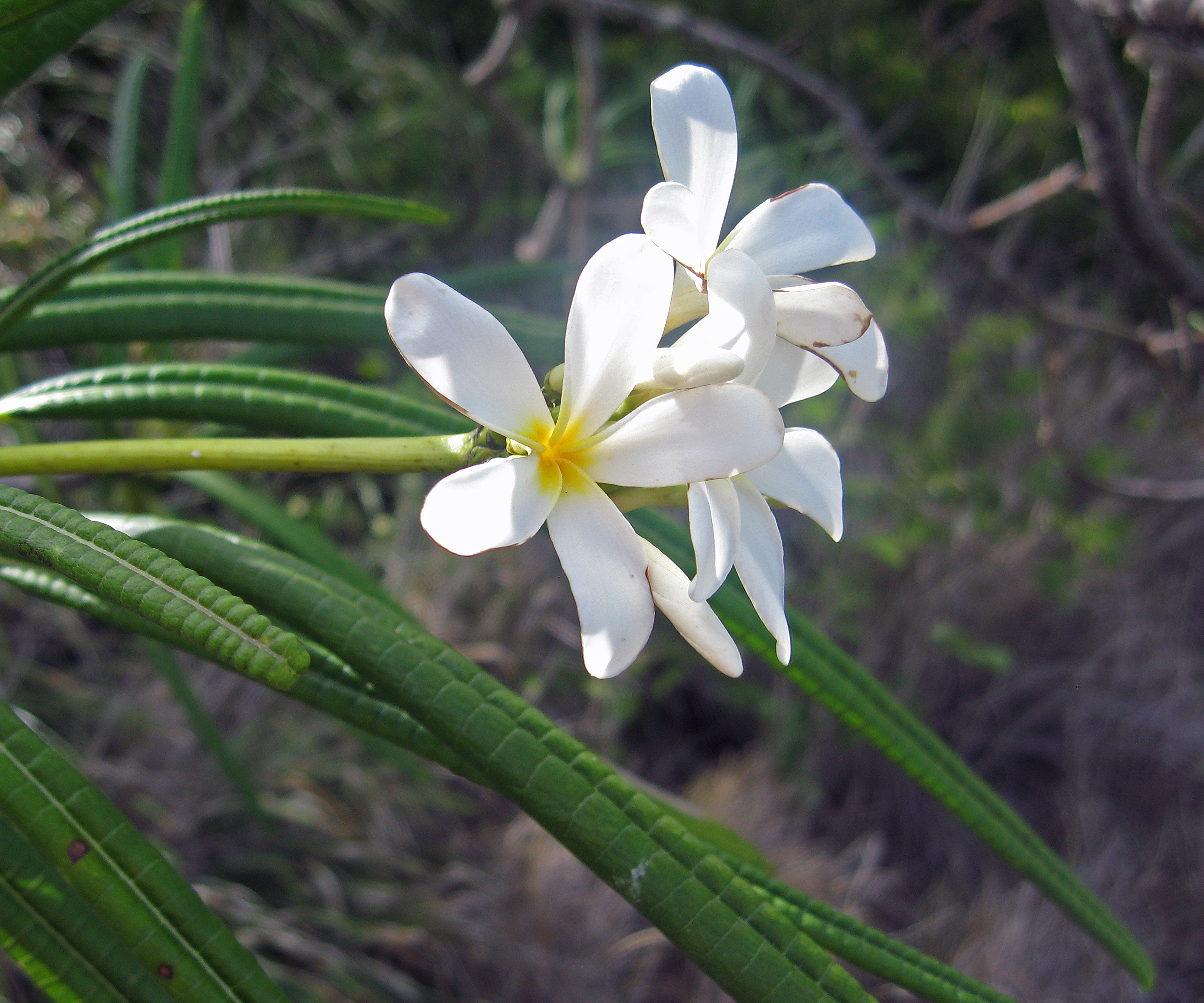
Plumeria alba

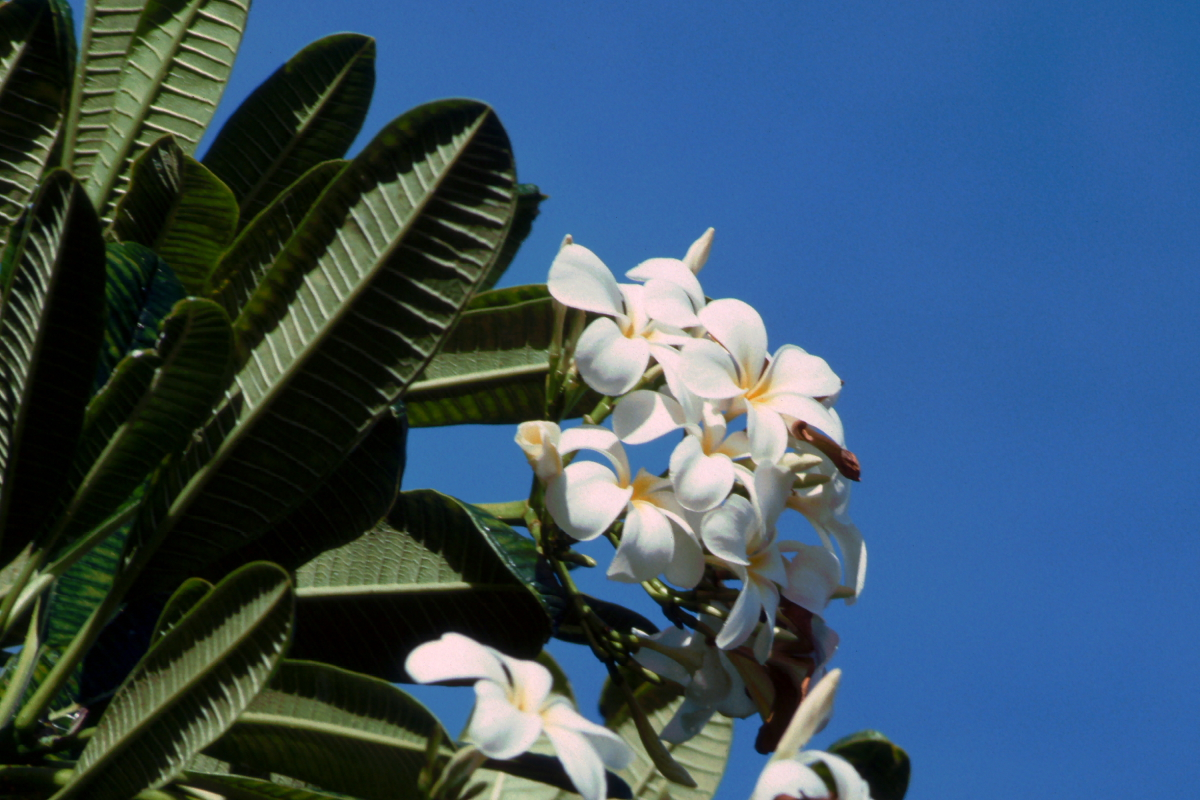
Plumeria obtusa

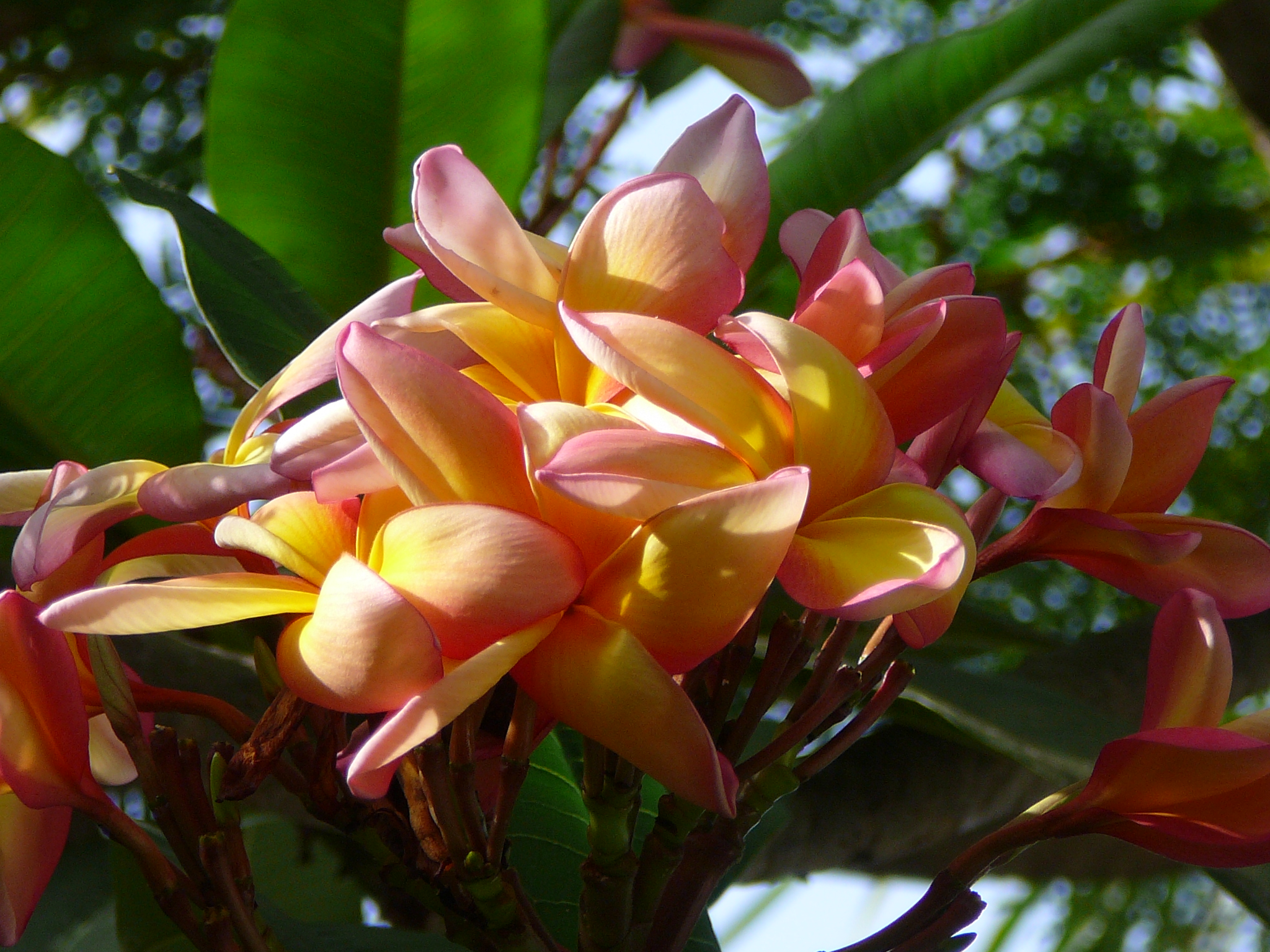
Plumeria rubra

Le specie appartenenti a questo genere hanno abitudini principalmente notturne. Durante l'accoppiamento, le femmine richiamano i maschi grazie ad un feromone rilasciato da una ghiandola posta all'estremità addominale.

### Periodo di volo
Le specie sono multivoltine, con adulti che sfarfallano in tutti i mesi dell'anno.

### Alimentazione
Le piante ospiti sono membri delle Apocynaceae Juss., tra cui:
- Allamanda blanchetii A.DC
- Allamanda cathartica L.
- Allamanda schottii Pohl
- Himatanthus lancifolius (Müll. Arg.) Woodson
- Himatanthus obovatus (Müll.Arg.) Woodson
- Plumeria acuminata W. T. Aiton
- Plumeria alba L.
- Plumeria obtusa L.
- Plumeria rubra L.

## Tassonomia

### Specie
Il genere comprende undici specie:
- Isognathus allamandae Clark, 1920 - Proc. New Engl. Zoöl. Club. 7: 70 - Locus typicus: Pernambuco, Brasile[6]
- Isognathus australis Clark, 1917 - Proc. New Engl. Zoöl. Club. 6: 65 - Locus typicus: fiume Ururaí, Brasile orientale[7]
- Isognathus caricae (Linnaeus, 1758) - Syst. Nat. (10ª ed.) 1: 491 - Locus typicus: "Carica Americes"[8]
- Isognathus excelsior (Boisduval, 1875) - Hist. nat. Ins., Spec. gén. Lépid. Hétérocères, 1: 127 - Locus typicus: America Meridionale[9]
- Isognathus leachii (Swainson, 1823) - Zool. Illustr. (1) 3: pl. 150, figura superiore - Locus typicus: Brasile[10]
- Isognathus menechus (Boisduval, 1875) - Hist. nat. Ins., Spec. gén. Lépid. Hétérocères, 1: 124 - Locus typicus: Caienna, Guyana francese[11]
- Isognathus mossi Clark, 1919 - Proc. New Engl. Zoöl. Club. 6: 106 - Locus typicus: Manaus, Brasile[12]
- Isognathus occidentalis Clark, 1929 - Proc. New Engl. Zoöl. Club. 11: 8 - Locus typicus: Amazonas, Brasile[13]
- Isognathus rimosa (Grote, 1865) - Proc. Ent. Soc. Philad. 5: 73, pl. 2, f. 1 - Locus typicus: Cuba[14]
- Isognathus scyron (Cramer, 1780) - Uitl. Kapellen 4: 23, pl. 301, fig. E - Locus typicus: Suriname - Specie tipo (Sphinx scyron Cramer, 1780)[15]
- Isognathus swainsonii Felder & Felder, 1862 - Wien. ent. Monatschr. 6 (6): 187 - Locus typicus: Rio Negro[1]

### Sinonimi
È stato riportato un solo sinonimo:
- Tatoglossum Butler, 1876 - Trans. Zool. Soc. Lond. 9 (19): 598 - Specie tipo: Sphinx caricae Linnaeus, 1758 (sinonimo eterotipico)[16]

### Alcune specie

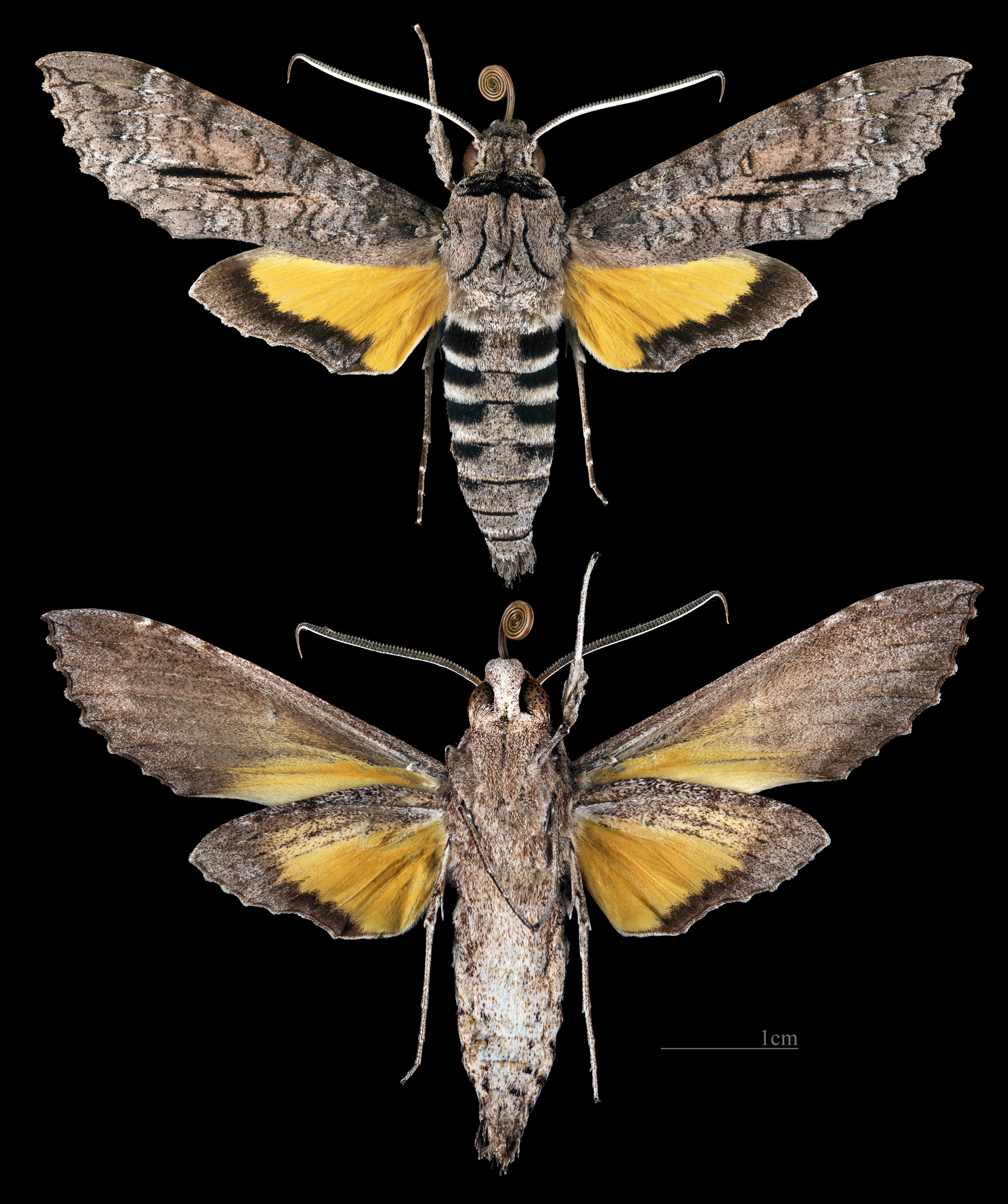
Isognathus allamandae
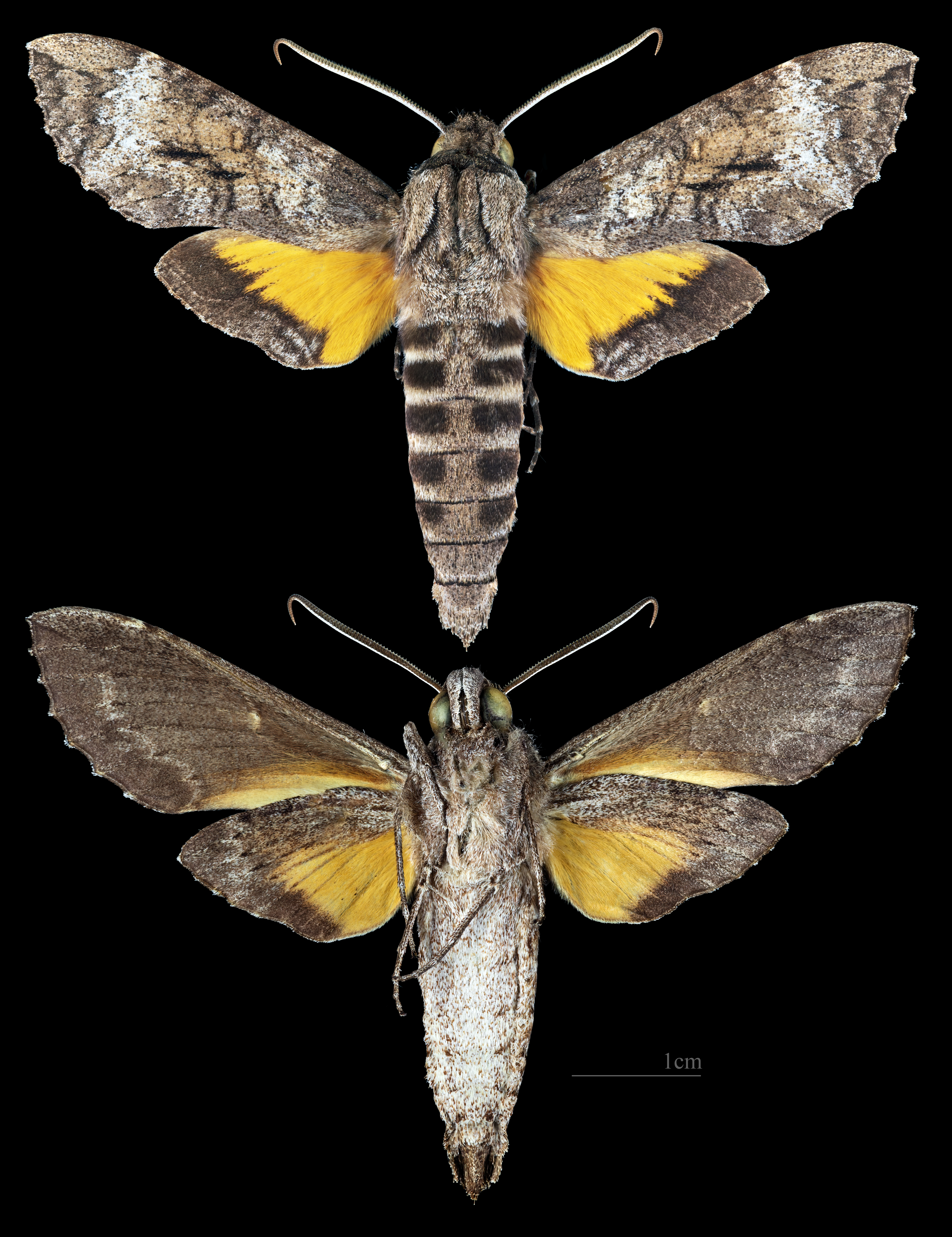
Isognathus australis
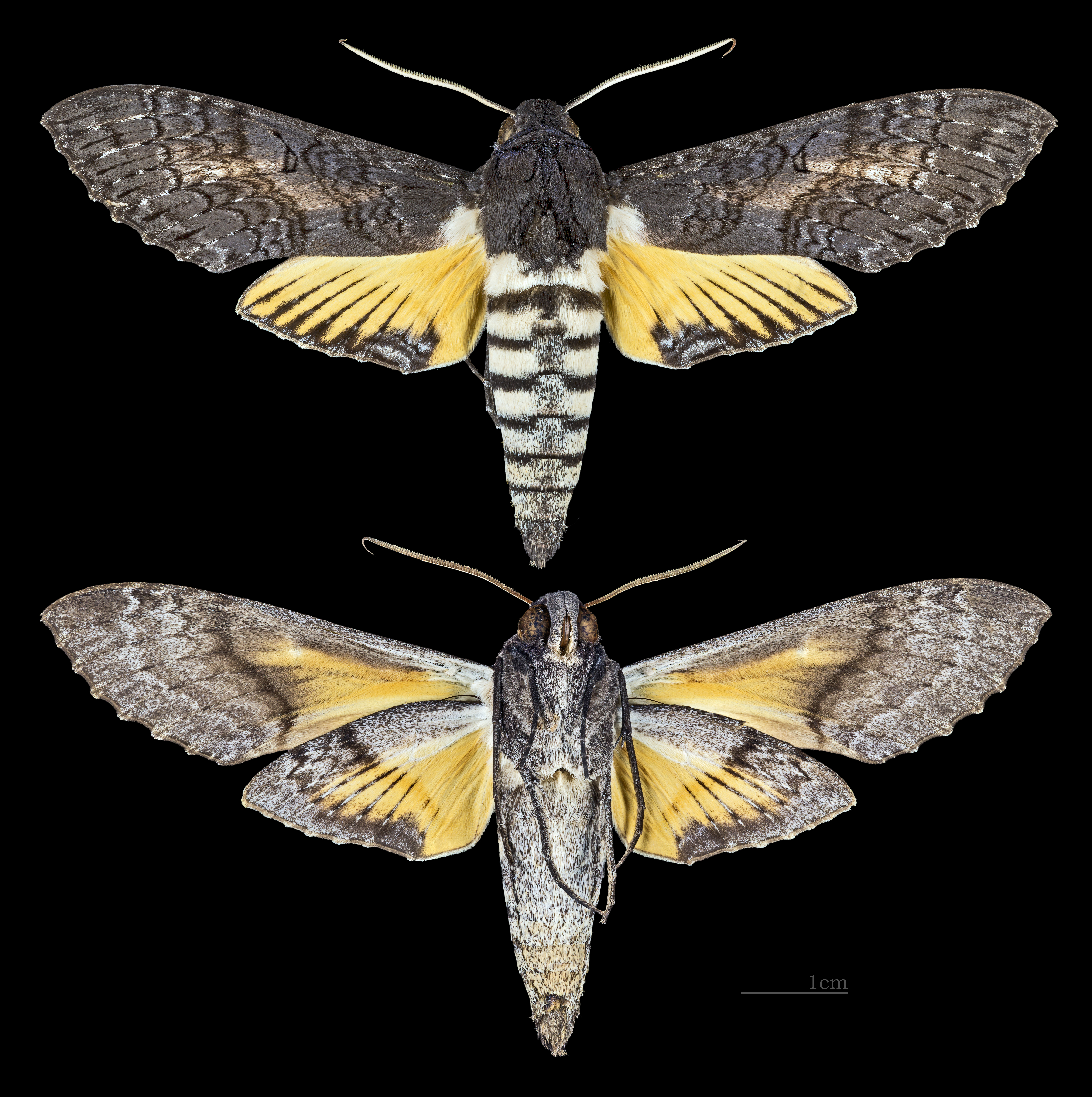
Isognathus caricae
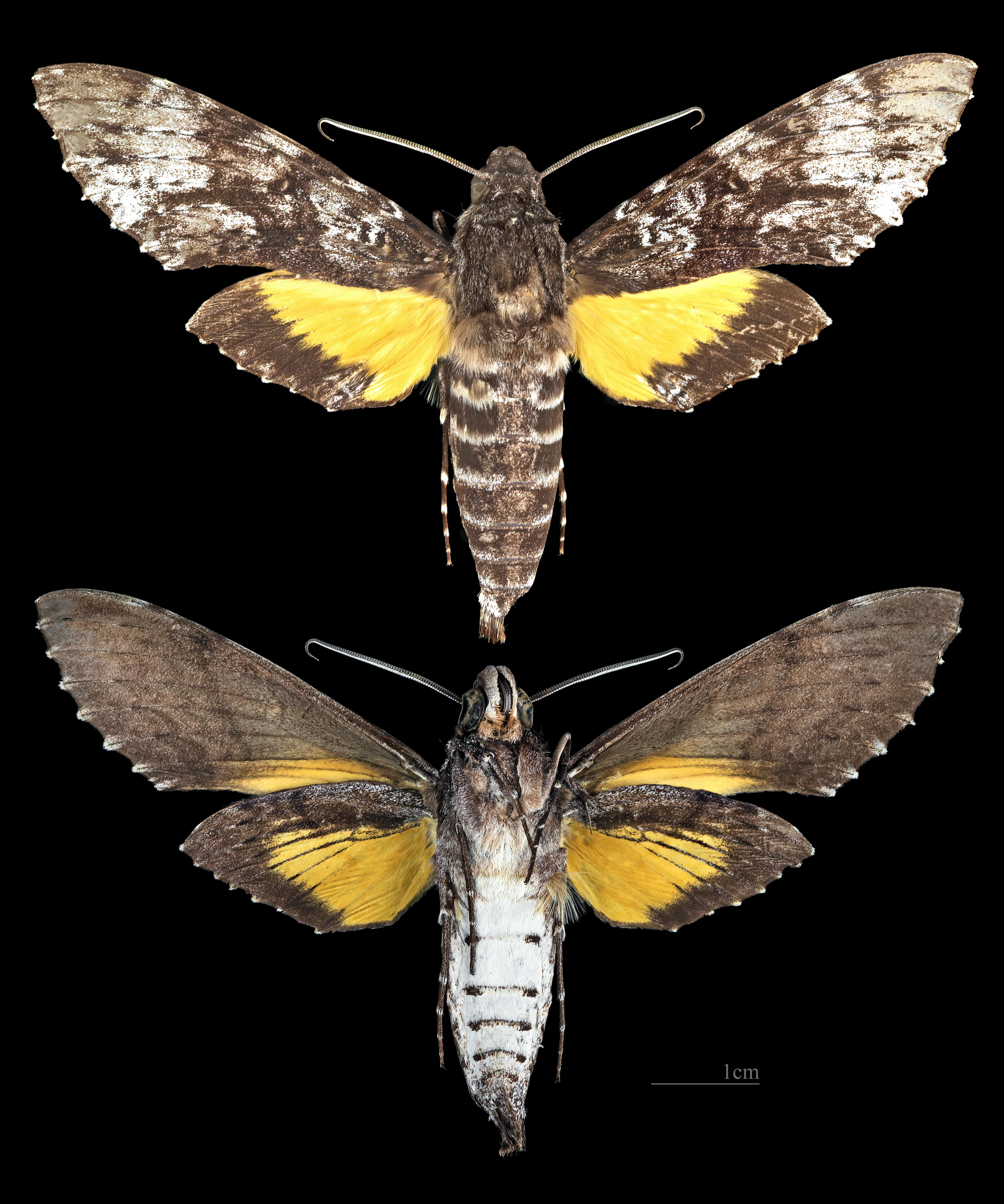
Isognathus excelsior
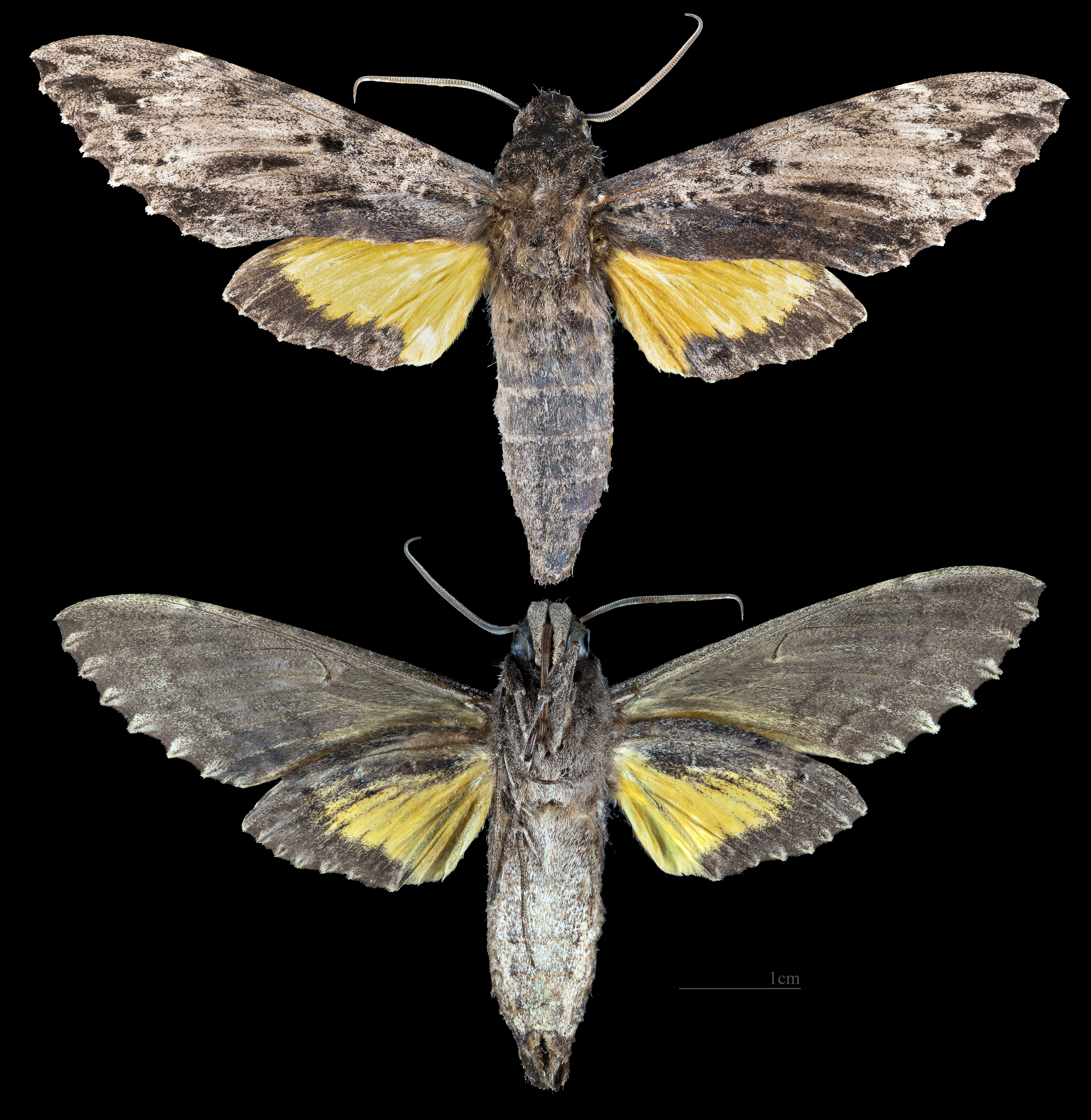
Isognathus leachii
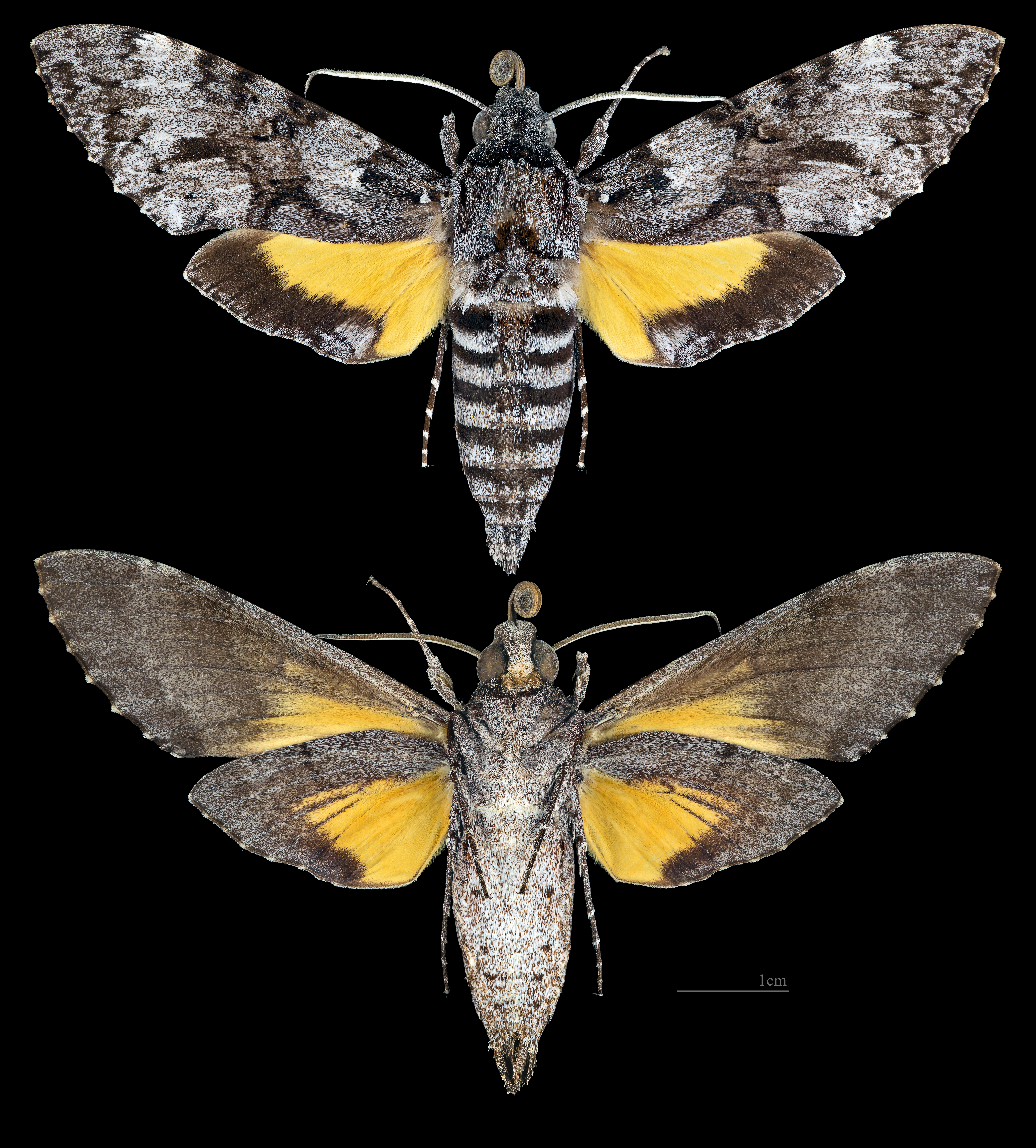
Isognathus menechus
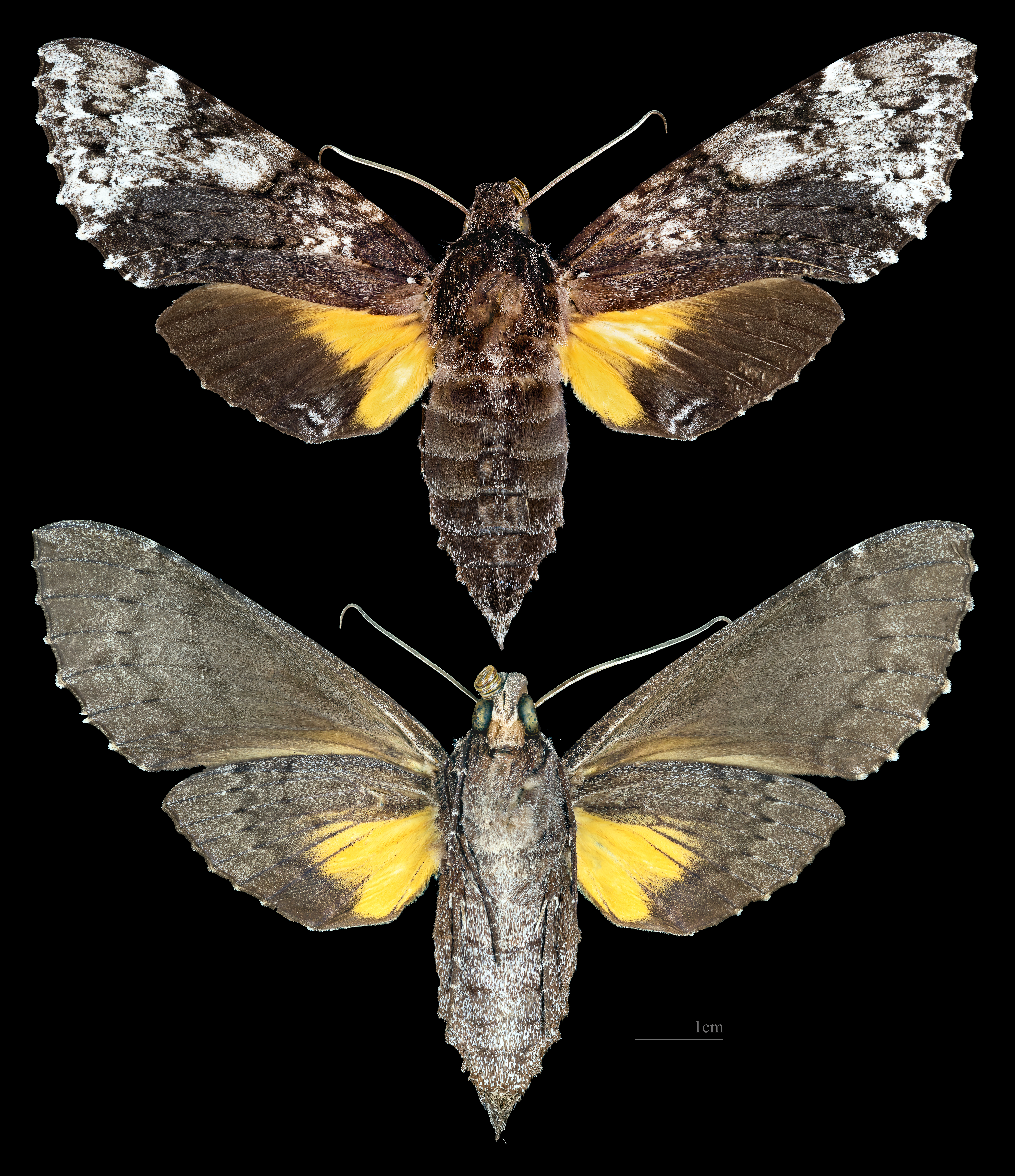
Isognathus occidentalis
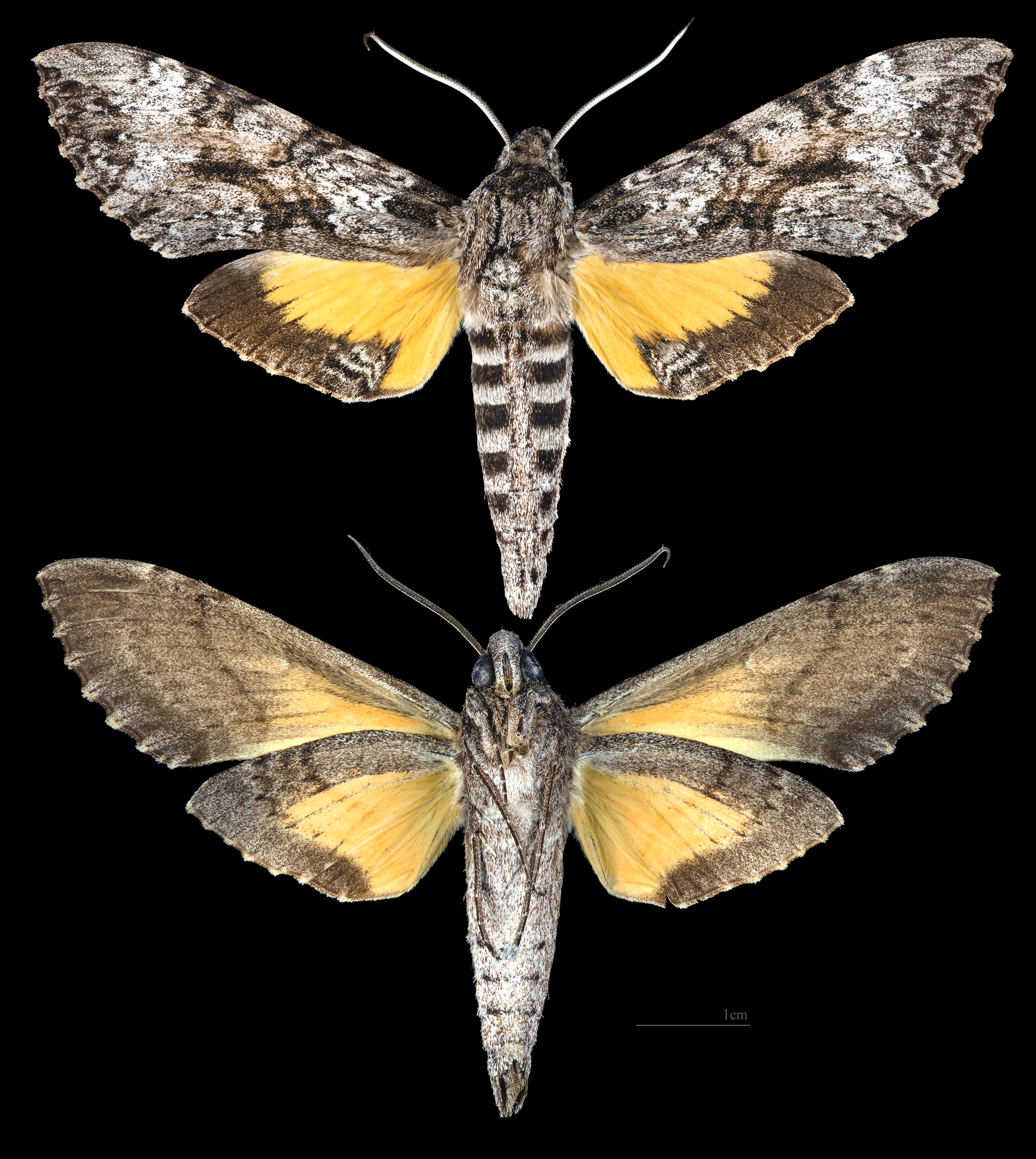
Isognathus rimosa
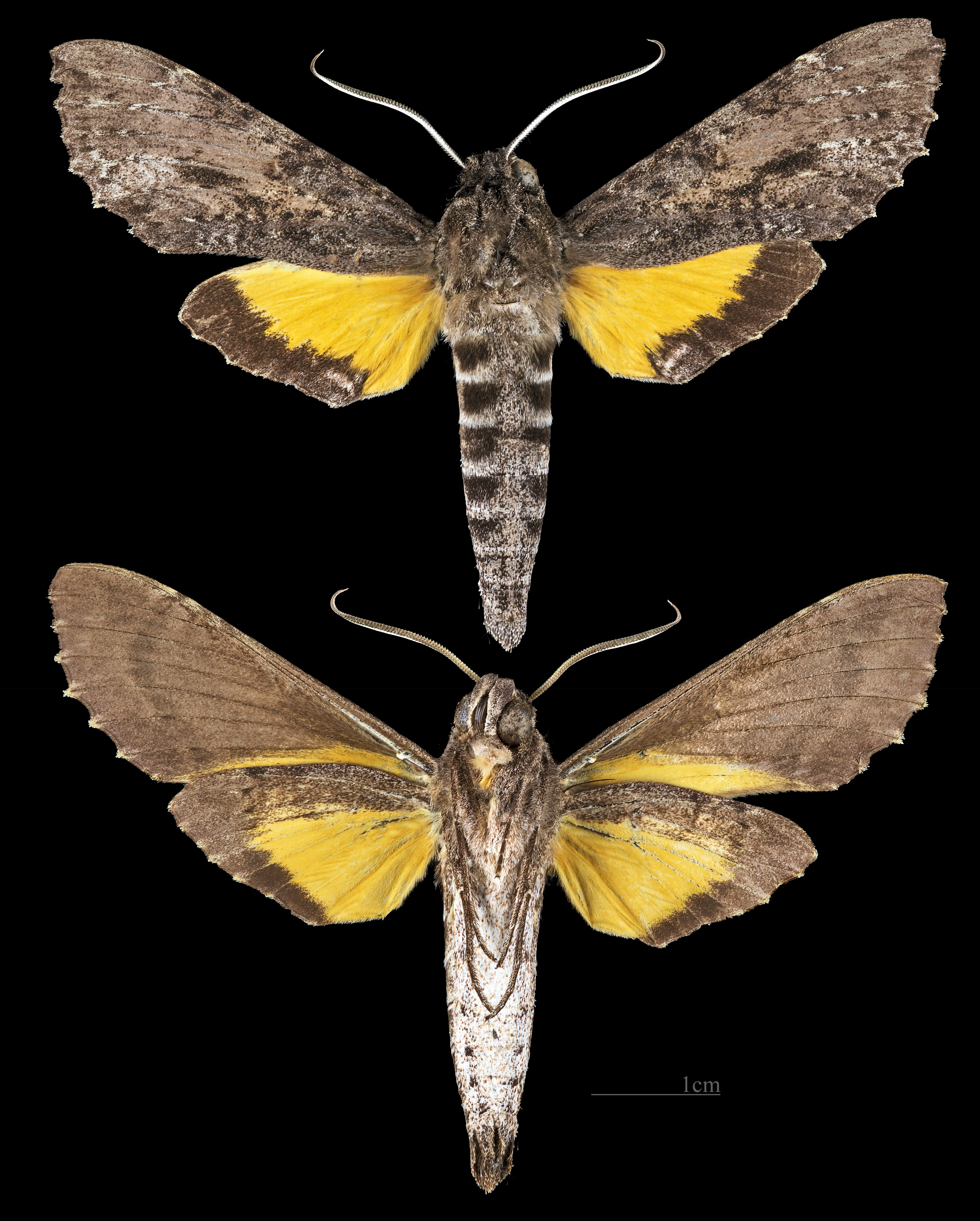
Isognathus scyron
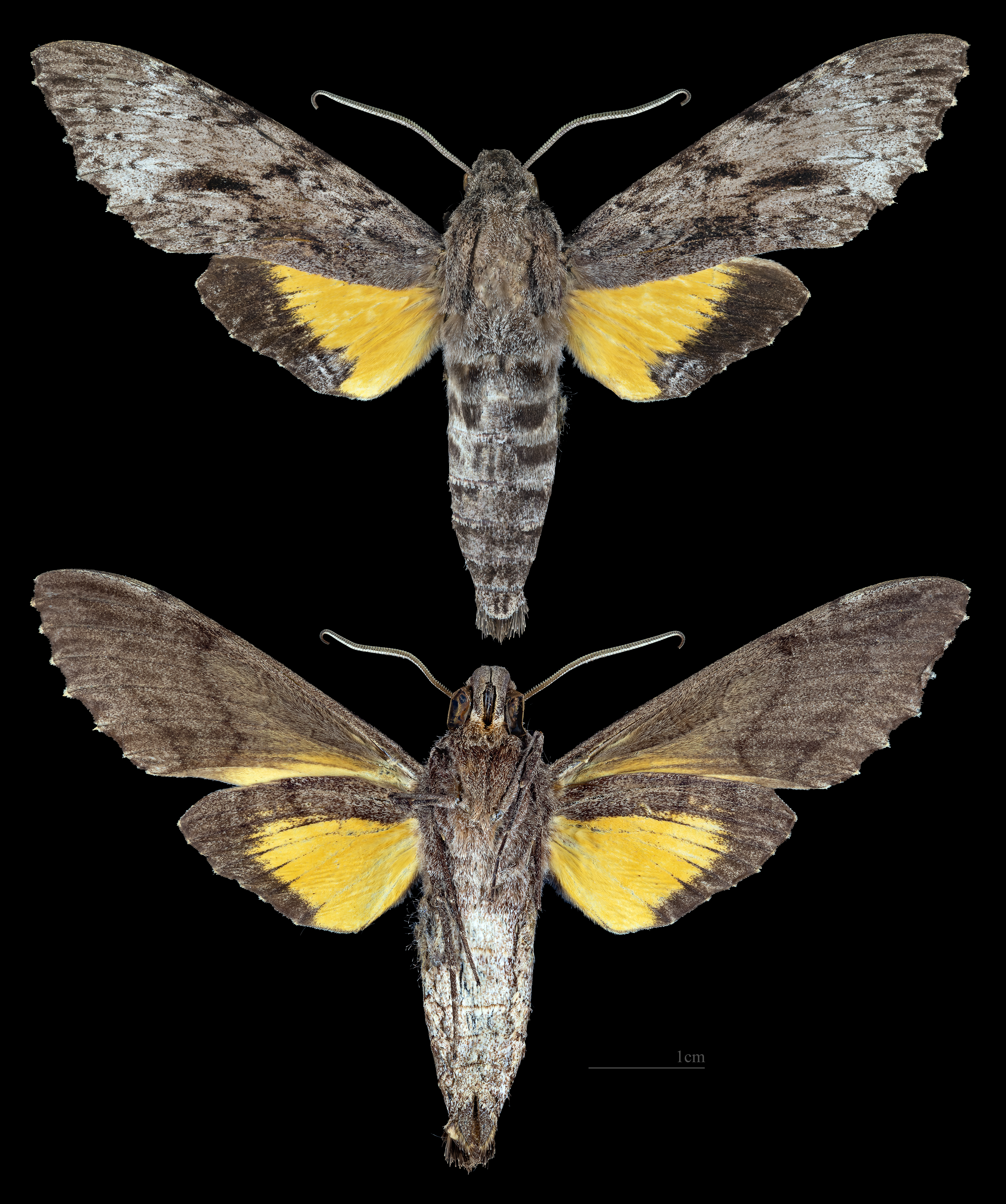
Isognathus swainsonii